# Siti di interesse comunitario della Basilicata
I siti  di interesse comunitario della Basilicata, individuati in base alla Direttiva Habitat (Direttiva 1992/43/CEE) e appartenenti alla rete Natura 2000, sono	41, a questi si aggiungono 15 aree che sono sia SIC/ZSC sia zona di protezione speciale (ZPS) individuate ai sensi della Direttiva Uccelli (Direttiva 2009/147/CE).

## Provincia di Matera
| Definizione dell'area                               | Immagine | Codice Natura 2000 | Sup. (ha) | Coordinate                  | Note |
| --------------------------------------------------- | -------- | ------------------ | --------- | --------------------------- | --- |
| Bosco di Montepiano                                 |          | IT9220030          | 523       | 40°26′40.92″N 16°07′57″E    | |
| Bosco Pantano di Policoro e Costa Ionica Foce Sinni |          | IT9220055          | 1794      | 40°09′15.08″N 16°39′58.84″E | È anche ZPS                                                                                                 |
| Costa Ionica Foce Agri                              |          | IT9220080          | 2415      | 40°12′39.78″N 16°44′31.38″E | |
| Costa Ionica Foce Basento                           |          | IT9220085          | 1393      | 40°19′39.94″N 16°48′59.02″E | |
| Costa Ionica Foce Bradano                           |          | IT9220090          | 1156      | 40°22′40.13″N 16°51′07.38″E | |
| Costa Ionica Foce Cavone                            |          | IT9220095          | 2044      | 40°16′49.25″N 16°46′56.06″E | |
| Foresta Gallipoli - Cognato                         |          | IT9220130          | 4289      | 40°32′07.08″N 16°07′28.92″E | È anche ZPS. Compresa nel Parco regionale di Gallipoli Cognato Piccole Dolomiti Lucane                      |
| Gravine di Matera                                   |          | IT9220135          | 6968      | 40°39′01.08″N 16°40′00.84″E | È anche ZPS. Corrisponde a parte del Parco archeologico storico naturale delle Chiese rupestri del Materano |
| Lago S. Giuliano e Timmari                          |          | IT9220144          | 2575      | 40°37′32.16″N 16°29′07.08″E | È anche ZPS. Corrisponde in parte alla Riserva regionale San Giuliano                                       |
| Mare della Magna Grecia                             |          | IT9220300          | 29108     | 40°16′30.72″N 16°54′02.16″E | È anche ZPS                                                                                                 |
| Monte Vulture                                       |          | IT9210210          | 1904      | 40°56′30.84″N 15°37′19.92″E | È anche ZPS                                                                                                 |
| Valle Basento - Ferrandina Scalo                    |          | IT9220255          | 733       | 40°31′21″N 16°29′30″E       | È anche ZPS                                                                                                 |
| Valle Basento Grassano Scalo - Grottole             |          | IT9220260          | 882       | 40°35′54″N 16°14′39″E       | È anche ZPS                                                                                                 |

## Provincia di Potenza
| Definizione dell'area                                       | Immagine | Codice Natura 2000 | Sup. (ha) | Coordinate                  | Note |
| ----------------------------------------------------------- | -------- | ------------------ | --------- | --------------------------- | --- |
| Abetina di Laurenzana                                       |          | IT9210005          | 324       | 40°24′27″N 15°56′39.12″E    | Corrisponde quasi esattamente con la Riserva regionale Abetina di Laurenzana a sua volta compresa nel Parco nazionale dell'Appennino Lucano Val d'Agri Lagonegrese |
| Abetina di Ruoti                                            |          | IT9210010          | 162       | 40°41′55.32″N 15°43′23.16″E | |
| Acquafredda di Maratea                                      |          | IT9210015          | 552       | 40°01′46″N 15°40′07″E       | |
| Bosco Cupolicchio                                           |          | IT9210020          | 1763      | 40°38′15″N 16°01′24.96″E    | È anche ZPS |
| bosco della Farneta                                         |          | IT9210025          | 298       | 40°04′11″N 16°18′35″E       | |
| Bosco di Chiaromonte-Piano Iannace                          |          | IT9210130          | 1053      | 39°54′55.12″N 16°11′36.88″E | |
| Bosco di Rifreddo                                           |          | IT9210035          | 520       | 40°33′55.08″N 15°49′45.84″E | È compreso nel Parco nazionale dell'Appennino Lucano Val d'Agri Lagonegrese                                                                                        |
| Bosco Magnano                                               |          | IT9210040          | 1225      | 40°02′24″N 16°04′47″E       | |
| Bosco Mangarrone (Rivello)                                  |          | IT9210045          | 370       | 40°06′42.84″N 15°43′08.04″E | |
| Bosco Vaccarizzo                                            |          | IT9210070          | 292       | 40°07′32″N 16°02′18″E       | |
| dolomiti di Pietrapertosa                                   |          | IT9210105          | 1313      | 40°31′32.16″N 16°03′33.12″E | È anche ZPS. Compreso nel Parco regionale di Gallipoli Cognato Piccole Dolomiti Lucane                                                                             |
| Faggeta di Moliterno                                        |          | IT9210110          | 243       | 40°15′20.16″N 15°48′33.12″E | |
| Faggeta di Monte Pierfaone                                  |          | IT9210115          | 756       | 40°30′24.84″N 15°44′42″E    | È compreso nel Parco nazionale dell'Appennino Lucano Val d'Agri Lagonegrese                                                                                        |
| Grotticelle di Monticchio                                   |          | IT9210140          | 342       | 40°55′23.88″N 15°32′54.96″E | |
| Isola di S. Ianni e Costa Prospiciente                      |          | IT9210160          | 418       | 39°58′12″N 15°43′19″E       | |
| La Falconara                                                |          | IT9210120          | 71        | 39°56′12″N 16°16′49″E       | |
| Lago del Rendina                                            |          | IT9210201          | 670       | 41°01′34″N 15°44′30″E       | È anche ZPS |
| Lago Duglia, Casino Toscano e Piana di S.Francesco          |          | IT9210075          | 2426      | 39°59′02″N 16°13′24″E       | |
| Lago La Rotonda                                             |          | IT9210141          | 71        | 40°03′21.96″N 15°52′42.96″E | |
| Lago Pantano di Pignola                                     |          | IT9210142          | 165       | 40°35′17.88″N 15°44′45.96″E | È anche ZPS |
| Lago Pertusillo                                             |          | IT9210143          | 2042      | 40°16′50″N 15°57′41″E       | |
| Madonna del Pollino Località Vacuarro                       |          | IT9210145          | 982       | 39°57′06″N 16°10′29″E       | |
| Marina di Castrocucco                                       |          | IT9210155          | 811       | 39°56′52″N 15°45′01″E       | |
| Massiccio del Monte Pollino e Monte Alpi                    |          | IT9210275          | 88052     | 40°03′20.71″N 16°11′22.7″E  | È anche ZPS |
| Monte Alpi - Malboschetto di Latronico                      |          | IT9210165          | 1561      | 40°06′35″N 15°59′03″E       | |
| Monte Caldarosa                                             |          | IT9210170          | 584       | 40°23′49″N 15°54′47″E       | È compreso nel Parco nazionale dell'Appennino Lucano Val d'Agri Lagonegrese                                                                                        |
| Monte Coccovello - Monte Crivo - Monte Crive                |          | IT9210150          | 2981      | 40°01′39″N 15°43′55″E       | È anche ZPS |
| Monte della Madonna di Viggiano                             |          | IT9210180          | 792       | 40°22′37″N 15°51′02″E       | È compreso nel Parco nazionale dell'Appennino Lucano Val d'Agri Lagonegrese                                                                                        |
| Monte La Spina, Monte Zaccana                               |          | IT9210185          | 1065      | 40°02′39″N 15°55′40″E       | |
| Monte Li Foi                                                |          | IT9210215          | 970       | 40°39′09″N 15°42′06.12″E    | |
| Monte Paratiello                                            |          | IT9210190          | 1140      | 40°44′56.04″N 15°24′09″E    | È anche ZPS |
| Monte Raparo                                                |          | IT9210195          | 2020      | 40°11′39″N 15°59′31″E       | |
| Monte Sirino                                                |          | IT9210200          | 2619      | 40°07′20″N 15°49′49″E       | |
| Monte Volturino                                             |          | IT9210205          | 1858      | 40°24′42″N 15°49′08″E       | È compreso nel Parco nazionale dell'Appennino Lucano Val d'Agri Lagonegrese                                                                                        |
| Murge di S. Oronzio                                         |          | IT9210220          | 5460      | 40°15′25.92″N 16°10′13.08″E | |
| Piano delle Mandre                                          |          | IT9210135          | 333       | 39°57′17.36″N 16°15′16″E    | |
| Pozze di Serra Scorzillo                                    |          | IT9210146          | 25.62     | 39°56′04.9″N 16°18′11.19″E  | |
| Serra di Calvello                                           |          | IT9210240          | 1641      | 40°26′38″N 15°46′39″E       | È compreso nel Parco nazionale dell'Appennino Lucano Val d'Agri Lagonegrese                                                                                        |
| Serra di Crispo, Grande Porta del Pollino e Pietra Castello |          | IT9210245          | 461       | 39°55′19″N 16°12′46″E       | |
| Timpa dell'Orso-Serra del Prete                             |          | IT9210125          | 2595      | 39°55′27.37″N 16°07′40.86″E | |
| Timpa delle Murge                                           |          | IT9210250          | 153       | 39°59′14″N 16°15′31″E       | |
| Valle del Noce                                              |          | IT9210265          | 968       | 39°58′56.64″N 15°47′46.68″E | |
| Valle del Tuorno - Bosco Luceto                             |          | IT9210266          | 75        | 40°35′10.51″N 15°32′45.41″E | È anche ZPS |
| Valle Nera-Serra di Lagoforano                              |          | IT9210175          | 289       | 39°55′27.48″N 16°20′39.12″E | |